# Wolfgang Jürries

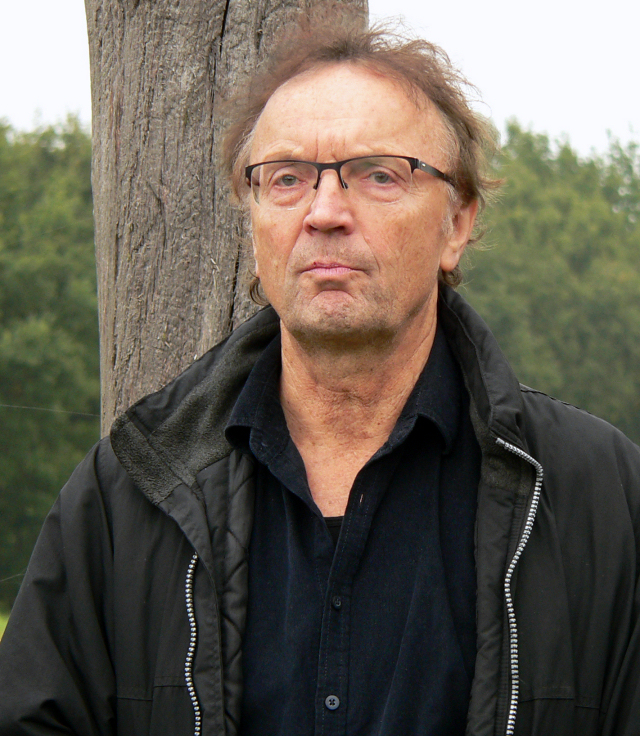
Wolfgang Jürries, 2017

Wolfgang Jürries (* 1950 in Hannover) ist ein deutscher Historiker, Archivar, Sachbuchautor und Herausgeber. Er forscht und veröffentlicht insbesondere zur Geschichte der Region Nordostniedersachsen.

## Leben
Wolfgang Jürries studierte von 1970 bis 1977 Geschichte und Politikwissenschaft sowie im Nebenfach Philosophie an der Universität Hannover. Sein Lehrer für Mittelalterliche Geschichte war unter anderem Joachim Leuschner, für Osteuropäische Geschichte unter anderem Hans-Heinrich Nolte, bei dem er sein Erstes Staatsexamen ablegte unter dem Thema Weltmarktbeziehungen Russlands vor 1914. Im Fach Politikwissenschaft studierte Jürries bei Jürgen Seifert, Michael Vester, Peter Brückner und Oskar Negt.
Nach einer Studienreise 1978 durch Kanada, die USA, Mexiko und Guatemala arbeitete Jürries bis 1983 als wissenschaftlicher Mitarbeiter bei der Gewerkschaft Handel, Banken und Versicherungen, für den Zweckverband Großraum Hannover sowie für die niedersächsische Landeshauptstadt Hannover.
Von 1984 bis 1985 absolvierte Jürries in Hamburg sein Referendariat und legte sein Zweites Staatsexamen für das Lehramt an Gymnasien ab. Im Anschluss arbeitete er von 1986 bis 1993 im Landkreis Lüchow-Dannenberg als wissenschaftlicher Mitarbeiter sowohl des Heimatkundlichen Arbeitskreises als auch des Museumsverbundes Lüchow-Dannenberg. 1994 übernahm er die Stellung des Kreisarchivars beim Landkreis Lüchow-Dannenberg, die er bis 2010 innehatte.
Ebenfalls 1994 trat Wolfgang Jürries der Arbeitsgemeinschaft der niedersächsischen Kommunalarchivare (ANKA) bei, übernahm im selben Jahr den Vorsitz des Heimatkundlichen Arbeitskreises Lüchow-Dannenberg, der Dachorganisation der regionalen Museen und Archive sowie etlicher historischer und naturkundlicher Vereine. Als ANKA-Vorsitzender ist er zugleich Herausgeber der Zeitschriften-Reihe Hannoversches Wendland und anderer Publikationen, organisiert er zudem Vorträge und Tagungen zur Regionalgeschichte.
1998 wurde Jürries Mitglied der Fachgruppe Geschichte im Niedersächsischen Heimatbund, trat im selben Jahr dem Arbeitskreis für Sozial- und Wirtschaftsgeschichte der Historischen Kommission für Niedersachsen und Bremen bei.
Mit dem Schwerpunkt auf die Region Nordostniedersachsen forscht Wolfgang Jürries insbesondere zur Siedlungs- und Kulturlandschaftsentwicklung seit dem Mittelalter, zum ländlichen Nebengewerbe seit der Frühen Neuzeit sowie zur politischen Geschichte des 19. und 20. Jahrhunderts. Ein Ergebnis dieser Arbeiten ist das gemeinsam mit Berndt Wachter entstandene und ab dem Jahr 2000 herausgegebene Wendland-Lexikon.

## Schriften (Auswahl)
- Wolfgang Jürries (Hrsg.), Berndt Wachter: Beiträge zur Archäologie und Geschichte Nordostniedersachsens. Berndt Wachter zum 70. Geburtstag (= Schriftenreihe des Heimatkundlichen Arbeitskreises Lüchow-Dannenberg, Heft 8), Lüchow: Heimatkundlicher Arbeitskreis, 1991, ISBN 3-9802114-5-2
- Wendland-Lexikon,
  - Bd. 1: A – K (= Schriftenreihe des Heimatkundlichen Arbeitskreises Lüchow-Dannenberg, Bd. 12), hrsg. von Wolfgang Jürries und Berndt Wachter, 2000, Lüchow: Köhring, ISBN 3-926322-28-4
  - Bd. 2: L – Z (= Schriftenreihe des Heimatkundlichen Arbeitskreises Lüchow-Dannenberg, Bd. 13), hrsg. von Wolfgang Jürries, Lüchow: Köhring, 2008, ISBN 978-3-926322-45-6 und ISBN 978-3-926322-48-7
- Rundlinge und Slawen. Beiträge zur Rundlingsforschung (= Veröffentlichungen des Rundlingsvereins, Bd. 6) (= Schriftenreihe des Heimatkundlichen Arbeitskreises Lüchow-Dannenberg, Bd. 16), Begleitband zur Rundlingsausstellung im Rundlingsmuseum Wendlandhof Lübeln, Lüchow: Köhring, 2004, ISBN 3-9806364-0-2; Inhaltsverzeichnis